# Hesperibalanus hesperius
Hesperibalanus hesperius är en kräftdjursart som först beskrevs av Henry Augustus Pilsbry 1916.  Hesperibalanus hesperius ingår i släktet Hesperibalanus och familjen Archaeobalanidae.

## Underarter
Arten delas in i följande underarter:
- H. h. hesperius
- H. h. laevidomus